# Bert och Heman Hunters
Bert och Heman Hunters är en ungdomsroman i dagboksform av de svenska författarna Anders Jacobsson och Sören Olsson, utgiven den 19 september 2006. Boken är den tredje delen i den nya serien om Bert Ljung, fast det är den andra skrivna, boken ingår alltså inte i den traditionella Bert-serien utan är en helt ny version. Det är därför Bert är 13 år, men handlingen har flyttats från 1990-talet till 2000-talet, med sms, mms, MSN istället för och videobandspelare och 14-tums-TV.

## Bokomslag
Omslaget visar Bert och hans band, Heman Hunters.

## Handling
Boken handlar om Bert Ljung under det kalenderår han fyller 13 år och har börjat vårterminen i 6:an. Boken börjar på nyårsdagen (1 januari), då Bert berättar om nyårsaftonens fest, som de hade i lägenheten.
Bert, Åke, Lill-Erik, Nicke och Torleif har bildat ett rockband som heter Heman Hunters. De får veta att en radiokanal skall komma till deras skola och sända direkt därifrån.

På den internationella kvinnodagen 8 mars medverkar Bert, Åke och Lill-Erik med i ett demonstrationståg. Efter demonstrationen går de hem till Åke och retar hans 5-åriga syster Doris, och då får Lill-Erik stryk av Doris.
 Boken slutar med att Heman Hunters får spela live i radio ungefär 3 veckor innan sommarlovet börjar.
Notera: I den förrförra boken Bert + Samira = Sant?, den första boken i den nya serien, som utspelar sig under höstterminen i 6:an hade Klimpen flyttat till Motala.
 Nu under vårterminen i 6:an går Klimpen i Berts klass.

### Fotnoter
1. ↑  ”Bert och Heman Hunters” (på engelska). Worldcat. 11 mars 2006. https://www.worldcat.org/title/bert-och-heman-hunters/oclc/185210125&referer=brief_results. Läst 30 mars 2015.